# Espartos

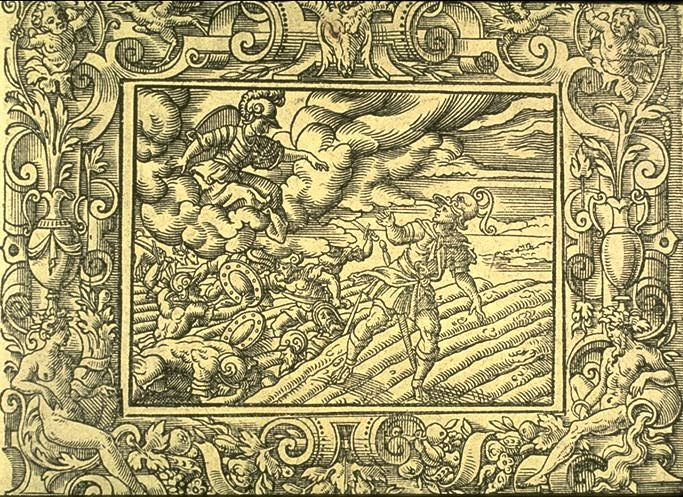
Cadmo siembra los dientes del dragón, y de ellos nacen los espartos (grabado de Virgil Solis para una edición de Las metamorfosis, en concreto para el pasaje III, 101-130).

En la mitología griega, los espartos (en griego antiguo, Σπαρτοί Spartoí, literalmente ‘hombres sembrados’, de σπείρω speírō, ‘plantar’) fueron los hombres que nacieron de los dientes del dragón ismenio, sembrados por Cadmo.  Estos dientes también tuvieron una pequeña participación en el periplo de Jasón.

## En el periplo de Cadmo
Se dice que Cadmo, tras recorrer Beocia, se asentó en el actual emplazamiento de Tebas. Con el deseo de sacrificar una vaca a Atenea envió a varios de sus compañeros a sacar agua de la fuente de Ares, pero el dragón ismenio —nacido de Ares o bien terrígeno— que custodiaba la fuente, aniquiló a la mayoría de los enviados. Los autores latinos se refieren a la fuente Castalia, que estaba al pie del Parnaso, en Delfos. Tzetzes añade que el dragón custodiaba las aguas del manantial de Dirce y había dado muerte a Sérifo y Deyoleón, amigos de Cadmo, que traían agua para un sacrificio.
Cadmo, indignado, dio muerte al dragón y por consejo de Atenea sembró sus dientes. Hecho esto, surgieron de la tierra hombres armados a los que llamaron espartos. Estos se mataron entre sí, unos en pelea involuntaria y otros por desconocimiento. Según Helánico no se produjo ninguna guerra entre ellos pero Zeus tuvo que intervenir para salvar a Cadmo de la ira de Ares, que deseaba matarlo.
Ferécides dice que Cadmo, al ver brotar de la tierra hombres armados, les arrojó piedras, y ellos, creyendo cada uno que habían sido arrojadas por el otro, comenzaron a pelear. Sobrevivieron cinco: Equión (Ἐχῑ́ων, «víbora»), Udeo (Οὐδαῖος, «de la tierra»), Ctonio (Χθόνιος, «de la tierra»), Hiperénor (Ὺπερήνωρ, «hombre que surge») y Peloro (Πέλορος, «sepiente monstruosa»). Otros los denominan Equión, Ideo, Ciomino, Peloro e Hipereón. Por voluntad de Atenea, estos hombres se unieron a Cadmo, quienes se convirtieron en ayudantes para fundar Tebas y líderes de la ciudad.
En tiempo de Cadmo, los más poderosos después del propio Cadmo fueron los espartos. Cadmo decidió hacer yerno suyo a Equión, porque sobresalía en valor. El resto de espartos son pura comparsa y carecen de mitos propios. Al menos se tiene en cuenta de que algunos participaron en la genealogía tebana: Ctonio fue el padre de Lico y Nicteo, en tanto que Udeo fue padre de Everes y abuelo del adivino Tiresias.
Según Focio, Ástaco era uno de los espartos, aunque lo más común es que no se le incluya. Fue el fundador de la ciudad de Ástaco en Bitinia, y fue el padre de cuatro de los más destacados defensores de los siete contra Tebas, a saber, los Astácidas: Ísmaro, Anfídico, Melanipo y Léades; y padre, igualmente, de Eritelas y Lobes, fundadores de la Tebas Hipoplacia.
Se consideraba que el caudillo tebano Epaminondas era descendiente de los Espartos.

## En el periplo de Jasón
Parte de los dientes del dragón los había guardado Atenea y se los había entregado al rey Eetes de Cólquide. Uno de los retos que impuso este rey a Jasón para la obtención del vellocino de oro fue que unciera dos toros de patas de bronce y sembrara los dientes. Así lo hizo Jasón y también en esta ocasión nacieron hombres armados que empezaron a luchar entre sí cuando Jasón les arrojó piedras y luego los exterminó.

## Otros personajes homónimos
- Esparto, como nombre individual, el padre de Lélege.[17]
- Espartón o Esparto, un hijo de Foroneo.[18]